# Philip de Fonblanque
Philip de Fonblanque DSO (* 16. November 1885 in Britisch-Indien; † 2. Juli 1940 in Cambridge) war ein britischer Generalmajor, der in der Anfangsphase des Zweiten Weltkriegs für die Logistik der in Belgien und Frankreich eingesetzten britischen Truppen (British Expeditionary Force; BEF) zuständig war. Er verstarb wenige Tage nach Abschluss der Evakuierung der letzten alliierten Kräfte aus Frankreich an einer verschleppten Herzkrankheit im Alter von 54 Jahren.

## Leben
Philip de Fonblanque wurde 1885 in Britisch-Indien als älterer Sohn von Lester Ramsay de Fonblanque, Vicomte de Fonblanque, geboren. Sein Großvater war Edward Barrington de Fonblanque, ein Schriftsteller und Weltreisender aus einer bekannten Hugenotten Familie. Seine Mutter war die aus Schottland stammende Constance Lucy, Tochter von Oberst Robert Dundas Kerr und Urenkelin von William Kerr, 5th Marquess of Lothian.
De Fonblanque heiratete im Jahr 1916 Stella Mary Augusta May de Fonblanque (* 1892, † 1966), Tochter von Sir Henry May, einem Gouverneur der britischen Kronkolonie Hongkong. Aus der Ehe gingen ein Sohn (John Antony; * 1926, † 2003) und zwei Töchter (Anne; * 1921, † 1978 und Mary; * 1923, † 2013) hervor.
Von Mai 1899 an besuchte er die private Rugby School, die er im Jahr 1902 verließ, um im Alter von 16 Jahren für ein Jahr als Kadett zur Royal Military Academy, Woolwich zu gehen. Im März des Jahres 1905 wurde er zum Leutnant (Second Lieutenant) ernannt („commissioned“).
Eine bereits bestehende Herzkrankheit führte nach den Belastungen de Fonblanques bei den Evakuierungen aus Frankreich zu seinem Tod, der in Cambridge am 2. Juli 1940 eintrat. Sein Grab findet sich auf dem Cambridge City Cemetery.

## Militärische Laufbahn
Während des Ersten Weltkriegs wurde Hauptmann (Captain) de Fonblanque zum zeitweiligen Dienstgrad Major befördert, als er im November 1916 das Kommando über eine Pionierkompanie (Royal Engineers) erhielt. Im Juli 1917 wurde er Stabsoffizier beim Kommandeur der Royal Engineers.
Zwischen den Weltkriegen hatte de Fonblanque eine Reihe von Verwendungen in Stäben; höchste Position war die Beauftragung als Leiter der Verwaltungsabteilung im Scottish Command im Jahr 1937. Im Oktober des Jahres 1938 führte er die britische Beobachtermission bei dem im Münchner Abkommen vereinbarten Abzug der tschechoslowakischen Truppen aus dem Sudetenland.
Am 3. September 1939 wurde de Fonblanque rückwirkend zum 26. Juni 1938 zum Generalmajor befördert.
Mit dem Ausbruch des Zweiten Weltkriegs wurde de Fonblanque unter dem Oberkommando von Lord Gort die Verantwortung für die gesamte Logistik der British Expeditionary Force (BEF) übertragen Seine Aufgabe war es, die Versorgung mit allem, was die Truppe in ihren vorgeschobenen Stellungen an der Grenze zu Belgien benötigte, zu organisieren. Bis Januar 1940 war die Gesamtstärke der BEF auf 222.200 Mann in sechs Divisionen angewachsen. Ursprünglich wurde das gesamte Material, das die Truppe benötigte, über die Depots in Nantes und Brest geleitet; im November 1939 wurde in Le Havre mit dem Bau einer vorgeschobenen Versorgungsbasis begonnen. Bis zum folgenden April wurden etwa neunzehn französische Häfen für die britische Logistik genutzt, wobei monatlich bis zu 100.000 Tonnen Nachschub ankamen. Ferner wurde ein Netz von Reserve- und Vorratsdepots in einem Gebiet errichtet, das sich über ein Drittel Frankreichs erstreckte.
Im Verlauf der Schlacht um Frankreich wurde de Fonblanques Hauptquartier in Le Mans und ein Großteil seiner logistischen Kette durch den Blitzkrieg der Wehrmacht von den kämpfenden Verbänden der BEF getrennt. Die Ankunft von General Sir Alan Brooke am 13. Juni 1940, der das Kommando über die verbliebenen britischen Truppen in Frankreich übernahm, war der Auslöser für die Entscheidung, alle Truppen zu evakuieren (→ Operation Aerial). De Fonblanque war maßgeblich an der Organisation des landwärtigen Teils der Evakuierung beteiligt; es gelang, fast alle Männer sowie eine große Menge an wertvollem Material wie Geschützen, Fahrzeugen und Vorräten zu retten.
Winston Churchill würdigte de Fonblanque in seinen Memoiren „Der Zweite Weltkrieg“:

„This reflects great credit on General Brooke's embarkation staff, of whom the chief, General de Fonblanque, a British officer, died shortly afterwards as a result of his exertions.“

„Dies macht dem Einschiffungsstab von General Brooke große Ehre, dessen Kommandeur, General de Fonblanque, ein britischer Offizier, kurz darauf an den Folgen seiner Anstrengungen starb.“